# Phố Ô Quan Chưởng
Phố Ô Quan Chưởng là một con phố thuộc phường Đồng Xuân, quận Hoàn Kiếm, Hà Nội, bắt đầu từ đường Trần Nhật Duật đến cửa ô Quan Chưởng, thông ra phố Hàng Chiếu và là một trong những phố ngắn nhất của thành phố.

## Tên gọi
Phố Ô Quan Chưởng được đặt theo tên di tích lịch sử – văn hoá cửa ô Quan Chưởng nằm ở cuối phố. Ô Quan Chưởng có tên gọi gốc là ô Đông Hà, là một trong năm cửa được xây dựng vào năm Cảnh Hưng thứ 10 (1749) – cùng với cửa ô Phúc Lâm, ô Nhân Hoà, ô Cầu Dền và ô Cầu Dừa – và cũng là cửa ô duy nhất còn giữ lại được đến hiện tại. Cái tên ô Quan Chưởng là tên nhân dân quen gọi theo các câu truyện truyền thuyết: Thứ nhất, vào cuối thời Lê có ông quan Chưởng Ấn về hưu, lập tư dinh ở cạnh cửa ô này, do đó mà thành tên. Thứ hai, vào thời Nguyễn có một chức quan Chưởng cơ kiểm soát cửa ô, phàm thuyền là ghé vào đều phải qua trình báo viên quan ấy, nên gọi tên như vậy. Thứ ba, vào năm 1873, giặc Pháp đánh thành Hà Nội lần thứ nhất với viên quan Chưởng vệ cùng toàn thể binh lính dưới quyền ông đã chiến đấu, hy sinh anh dũng tại cửa ô này, nên nhân dân gọi là ô Quan Chưởng.

## Vị trí
Phố Ô Quan Chưởng dài khoảng 75 m, rộng 8–10 m, bắt đầu từ đường Trần Nhật Duật đến cửa ô Quan Chưởng, thông ra phố Hàng Chiếu. Phố thuộc phường Đồng Xuân, quận Hoàn Kiếm, giao cắt với đường Trần Nhật Duật và ba phố Hàng Chiếu, phố Đào Duy Từ và phố Thanh Hà. Đây là con phố nhỏ, ít người qua lại. Trên phố chỉ có hơn chục số nhà, kinh doanh một số ít các mặt hàng.

## Lịch sử
Theo sử sách ghi chép vào đời vua Lê Hiến Tông, Thăng Long có mười sáu cửa ô. Đến thế kỷ XX thì trên sách báo chỉ còn nhắc đến tên của năm cửa ô là Ô Cầu Giấy, Ô Cầu Dền, Ô Chợ Dừa, Ô Đống Mác và Ô Quan Chưởng. Thời Lê, khu vực Ô Quan Chưởng thuộc thôn Thanh Hà, phường Đông Hà – một phường giáp với sông Hồng được che chắn bằng một con đê ngăn nước lũ.
Cửa ô Quan Chưởng mở qua tường phía đông của tòa thành đất bao quanh kinh thành Thăng Long xưa. Tòa thành này được đắp vào năm 1749 (trên nền móng một tòa thành cũ hơn). Như vậy thì cửa ô Quan Chưởng cũng đã có từ hồi đó, nhưng sau có sửa chữa lại. Cụ thể là theo tấm bia hiện còn trong đình Thanh Hà (số 77 phố Hàng Chiếu tức số 10 phố Ngõ Gạch) thì vào năm Gia Long Đinh Sửu tức năm 1817 đã xây dựng lại cửa ô này để mở rộng đường đi.
Như thế thì có thể ở đời Lê cửa ô này còn nhỏ hẹp, hoặc kiến trúc sơ sài. Năm 1817, đường sá bắt đầu được mở rộng và cửa ô Đông Hà được sửa chữa. Xem xét loại gạch xây ở đây thấy rất giống loại gạch tường bao quanh Văn Miếu vốn cũng được xây vào đời Gia Long. Và lối kiến trúc vọng lâu ở đây cũng giống kiểu các cổng tòa hành cung nhà Nguyễn còn sót lại ở trong khu doanh trại bộ đội mà nay dân quen gọi là khu "trong thành".
Sau khi chiếm đóng Hà Nội, người Pháp đã cho phá bỏ các công trình cũ quanh thành thị để mở rộng khu phố mới. Nhưng riêng ô Quan Chưởng, nhờ có sự đấu tranh kiên trì của nhân dân và của ông cai tổng Đồng Xuân, Đào Đăng Chiểu (1845-1916), nên chủ trương đó không thực hiện được. Vì ông Cai tổng cùng với dân chúng nhất định không chịu ký tên vào tờ trình xin phép phá cửa ô nên cuối cùng người Pháp phải nhượng bộ.
Theo Tuyển tập văn bia Hà Nội, tập 1, cửa Đông Hà xây từ năm Cảnh Hưng 10 (1749) được sửa chữa lại năm Gia Long (Đinh Sửu 1817). Ngang lối đi giữa cổng có một tấm bia đá gắn vào tường mé trong. Bia khắc tờ sức của Hà Ninh tổng đốc Hoàng Diệu và tuần phủ Hà Nội Hoàng Hữu Xứng đề năm Mậu Dần 1878 cấm lính canh gác xách nhiễu nhân dân.
Trong cuốn "Người và cảnh Hà Nội" của nhà Hà Nội học Hoàng Đạo Thúy, có ghi chép về Ô Quan Chưởng như sau: "Song song với Hàng Đậu là Hàng Khoai. Dưới chợ là Phố Mới; đầu phố, chỗ gần bờ sông có cửa Ô Quan Chưởng (cửa Đông Hà), còn nguyên cổng xây cũ, đoạn này gọi là phố Hàng Chiếu. Trước khi Tây sang, tên Jean Dupuis (Đồ Phổ Nghĩa) gây cơ sở ở đây cùng với bọn khách trú khi Francisco Garnier đánh thành thì một ông Chưởng Cơ, cùng một trăm chiến sĩ, đã giữ cửa này đến người cuối cùng!"
Đây là một trong nhiều cửa ô, mở qua tường phía đông, của tòa thành đất bao quanh khu kinh thành Thăng Long xưa. Tòa thành ấy đắp vào năm 1749. Nhưng diện mạo Ô Quan Chưởng như hiện nay là do lần sửa chữa lớn vào năm 1817. Tên chính thức là Đông Hà môn, tức là cửa ô Đông Hà. Gọi là Ô Quan Chưởng, để ghi nhớ sự hy sinh của viên Chưởng cơ và binh lính nhà Nguyễn, chiến đấu chống Pháp, khi chúng đánh thành Hà Nội.
Thời Pháp thuộc, phố Ô Quan Chưởng có tên là phố Chiếu Cói (rue des Nattes en Jean Dupuis) có từ năm 1898. Ngày trước sông Hồng còn chảy sát ngay bờ đê (tức đường Trần Nhật Duật ngày nay) nên phố Ô Quan Chưởng kề ngay bến sông, là nơi tập trung buôn bán chiếu cói, sản phẩm của những vùng ven biển Ninh Bình, Thái Bình, Nam Định, chở lên bằng thuyền. Về sau, những cửa hàng chiếu lan dần vào cả phía trong, sang đoạn phố Hàng Chiếu ngày nay. Đến năm 1945 đoạn phố Chiếu Cói sáp nhập với phố Giăng Đuypuy (rue Jean Dupuis) thành phố Hàng Chiếu. Đến năm 1949 tách phố rue Jean Dupuis ra còn lại phố rue des Nattes en Jean Dupuis trở thành phố Ô Quan Chưởng. Các lần đổi tên sau vẫn giữ nguyên tên này.
Ô Quan Chưởng ở trên đầu phố Hàng Chiếu, mặt trước nhìn về phía đông và sông Hồng, mặt sau nhìn về phía tây và phố Hàng Chiếu kéo dài. Về kiến trúc có vòm cửa trấn giữ, trên lại còn lưu giữ một lầu địch vọng là nơi canh gác. Cửa được xây vòm tò vò rộng, trước đây có hai cổng bằng gỗ dày lớn, ban đêm lính canh đóng cửa thành và mở ra buổi sớm cho người dân qua lại, buôn bán.